# Симонсзанд
Симонсзанд (нидерл. Simonszand) — маленький необитаемый остров, скорее бар, в Ваттовом море в составе Западно-Фризских островов. Административно принадлежит общине Хогеланд провинции Гронинген в Нидерландах. Географически располагается между островами Схирмонниког и Роттюмерплат.
Симонсзанд представляет собой вытянутую песчаную отмель длиной около полутора километров и шириной несколько сотен метров. Как и другие песчаные отмели в Ватовом море, такие как Нордерхакс (близ Тексела) и Энгелсманплат (близ Амеланда), они почти лишены растительности.
Песчаная отмель играет важную роль в качестве места отдыха для птиц, таких как кулики, исландские песочники и утки, а также для тюленей и их молоди. Поэтому Министерство земледелия постановило в 1999 году, что любители водных видов спорта больше не должны присутствовать на этой песчаной отмели и вокруг неё.
В марте 2012 года было объявлено, что окружающие течения разделили Симонсзанд на две части, и большая его часть, включая существовавшие там дюны, исчезла. Кроме того, стоячие воды возле острова исчезли, так что песчаная отмель больше не подходит в качестве пункта назначения для прогулок, и в конечном итоге может полностью исчезнуть.